# Достаточная статистика
Достаточная статистика для параметра {\displaystyle \theta \in \Theta ,\;} определяющая некоторое семейство {\displaystyle F_{\theta }} распределений вероятности — статистика {\displaystyle T=\mathrm {T} (X)\;} такая, что условная вероятность выборки {\displaystyle X=X_{1},X_{2},\ldots ,X_{n}\;} при данном значении {\displaystyle \mathrm {T} (X)\;} не зависит от параметра {\displaystyle \theta \;.} То есть выполняется равенство:
{\displaystyle \mathbb {P} (X\in {\bar {X}}|\mathrm {T} (X)=t,\theta )=\mathbb {P} (X\in {\bar {X}}|\mathrm {T} (X)=t),}
Достаточная статистика {\displaystyle \mathrm {T} (X),\;} таким образом, содержит в себе всю информацию о параметре {\displaystyle \theta \;}, которая может быть получена на основе выборки X. Поэтому понятие достаточной статистики широко используется в теории оценки параметров.
Наиболее простой достаточной статистикой является сама выборка {\displaystyle \mathrm {T} (X)=X\;}, однако действительно важными являются случаи, когда размерность достаточной статистики значительно меньше размерности выборки, в частности, когда достаточная статистика выражается лишь несколькими числами.
Достаточная статистика {\displaystyle S=\mathrm {S} (X)\;} называется минимально достаточной, если для каждой достаточной статистики T существует неслучайная измеримая функция g, что {\displaystyle S(X)=g(T(X))} почти всюду.

## Теорема факторизации
Теорема факторизации даёт способ практического нахождения достаточной статистики для распределения вероятности. Она даёт достаточные и необходимые условия достаточности статистики и утверждение теорем иногда используется в качестве определения.
Пусть {\displaystyle \mathrm {T} (X)\;} — некоторая статистика, а {\displaystyle f_{\theta }(x)} — условная функция плотности или функция вероятности (в зависимости от вида распределения) для вектора наблюдений X. Тогда {\displaystyle \mathrm {T} (X)\;} является достаточной статистикой для параметра {\displaystyle \theta \in \Theta \;}, тогда и только тогда, когда существуют такие измеримые функции {\displaystyle h} и {\displaystyle g}, что можно записать:
{\displaystyle f_{\theta }(x)=h(x)\,g(\theta ,\mathrm {T} (x))}

### Доказательство
Ниже приведено доказательство для частного случая, когда распределение вероятностей является дискретным. Тогда {\displaystyle f_{\theta }(x)=\mathbb {P} (X=x|\theta )} — Функция вероятности.
Пусть данная функция имеет факторизацию, как в формулировке теоремы, и {\displaystyle \mathrm {T} (x)=t.}
Тогда имеем:
{\displaystyle {\begin{aligned}\mathbb {P} (X=x|\mathrm {T} (X)=t,\theta )&={\frac {\mathbb {P} (X=x|\theta )}{\mathbb {P} (\mathrm {T} (X)=t|\theta )}}&={\frac {h(x)\,g(\theta ,\mathrm {T} (x))}{\sum _{x:\mathrm {T} (x)=t}h(x)\,g(\theta ,\mathrm {T} (x))}}\\&={\frac {h(x)\,g(\theta ,t)}{\sum _{x:\mathrm {T} (x)=t}h(x)\,g(\theta ,t)}}&={\frac {h(x)\,}{\sum _{x:\mathrm {T} (x)=t}h(x)\,}}.\end{aligned}}}
Отсюда видим, что условная вероятность вектора X при заданном значении статистики {\displaystyle \mathrm {T} (X)\;} не зависит от параметра и соответственно {\displaystyle \mathrm {T} (X)\;} — достаточная статистика.
Наоборот можем записать:
{\displaystyle \mathbb {P} (X=x|\theta )=\mathbb {P} (X=x|\mathrm {T} (X)=t,\theta )\cdot \mathbb {P} (\mathrm {T} (X)=t|\theta ).}
Из приведённого выше имеем, что первый множитель правой части не зависит от параметра {\displaystyle \theta } и его можно взять за функцию {\displaystyle h(x)} из формулировки теоремы. Другой множитель является функцией от {\displaystyle \theta \;} и {\displaystyle \mathrm {T} (X),\;} и его можно взять за функцию {\displaystyle g(\theta ,\mathrm {T} (x)).} Таким образом, получена необходимая декомпозиция, что завершает доказательство теоремы.

## Примеры

### Распределение Бернулли
Пусть {\displaystyle X_{1},X_{2},\ldots ,X_{n}\;} — последовательность случайных величин, что равны 1 с вероятностью {\displaystyle p} и равны 0 с вероятностью {\displaystyle 1-p} (то есть, имеют распределение Бернулли). Тогда
{\displaystyle \mathbb {P} (x_{1},\ldots x_{n}|p)=p^{\sum x_{i}}(1-p)^{n-\sum x_{i}}=p^{\mathrm {T} (x)}(1-p)^{n-\mathrm {T} (x)},}
если взять {\displaystyle \mathrm {T} (X)=X_{1}+\ldots +X_{n}.}
Тогда данная статистика является достаточной согласно теореме факторизации, если обозначить
{\displaystyle g(p,\mathrm {T} (x_{1},\ldots x_{n}))=p^{\mathrm {T} (x_{1},\ldots x_{n})}(1-p)^{n-\mathrm {T} (x_{1},\ldots x_{n})},}
{\displaystyle h(x_{1},\ldots x_{n})=1.}

### Распределение Пуассона
Пусть {\displaystyle X_{1},X_{2},\ldots ,X_{n}\;} — последовательность случайных величин с распределением Пуассона. Тогда
{\displaystyle \mathbb {P} (x_{1},\ldots x_{n}|\lambda )={e^{-\lambda }\lambda ^{x_{1}} \over x_{1}!}\cdot {e^{-\lambda }\lambda ^{x_{2}} \over x_{2}!}\cdots {e^{-\lambda }\lambda ^{x_{n}} \over x_{n}!}=e^{-n\lambda }\lambda ^{(x_{1}+x_{2}+\cdots +x_{n})}\cdot {1 \over x_{1}!x_{2}!\cdots x_{n}!}=e^{-n\lambda }\lambda ^{\mathrm {T} (x)}\cdot {1 \over x_{1}!x_{2}!\cdots x_{n}!}}

где {\displaystyle \mathrm {T} (X)=X_{1}+\ldots +X_{n}.}
Данная статистика является достаточной согласно теореме факторизации, если обозначить
{\displaystyle g(\lambda ,\mathrm {T} (x_{1},\ldots x_{n}))=e^{-n\lambda }\lambda ^{\mathrm {T} (x)}}
{\displaystyle h(x_{1},\ldots x_{n})={1 \over x_{1}!x_{2}!\cdots x_{n}!}}

### Равномерное распределение
Пусть {\displaystyle X_{1},X_{2},\ldots ,X_{n}\;} — последовательность равномерно распределённых случайных величин {\displaystyle X_{1},X_{2},\ldots ,X_{n}\;~U(a,b)} . Для этого случая
{\displaystyle \mathbb {P} (x_{1},\ldots x_{n}|a,b)=\left(b-a\right)^{-n}\mathbf {1} _{\{a\,\leq \,\min _{1\leq i\leq n}X_{i}\}}\mathbf {1} _{\{\max _{1\leq i\leq n}X_{i}\,\leq \,b\}}.}
Отсюда следует, что статистика {\displaystyle T(X)=\left(\min _{1\leq i\leq n}X_{i},\max _{1\leq i\leq n}X_{i}\right)} является достаточной.

### Нормальное распределение
Для случайных величин {\displaystyle X_{1},X_{2},\ldots ,X_{n}\;} с нормальным распределением {\displaystyle {\mathcal {N}}(\mu ,\,\sigma ^{2})} достаточной статистикой будет {\displaystyle \mathrm {T} (X)=\left(\sum _{i=1}^{n}X_{i},\sum _{i=1}^{n}X_{i}^{2}\right)\,.}

## Свойства
- Для достаточной статистики T и биективного отображения {\displaystyle \phi } статистика {\displaystyle \phi (T)} тоже является достаточной.
- Если {\displaystyle \delta (X)} — статистическая оценка некоторого параметра {\displaystyle \theta ,} {\displaystyle \mathrm {T} (X),\;} — некоторая достаточная статистика и {\displaystyle \delta _{1}(X)={\textrm {E}}[\delta (X)|T(X)]} то {\displaystyle \delta _{1}(X)} является лучшей оценкой параметра в смысле среднеквадратичного отклонения, то есть выполняется неравенство

{\displaystyle {\textrm {E}}[(\delta _{1}(X)-\theta )^{2}]\leq {\textrm {E}}[(\delta (X)-\theta )^{2}]}
причём равенство достигается лишь когда {\displaystyle \delta } является измеримой функцией от T. (Теорема Рао — Блэквелла — Колмогорова)
- Из предыдущего получается, что оценка может быть оптимальной в смысле среднеквадратичного отклонения лишь когда она является измеримой функцией минимальной достаточной статистики.
- Если статистика {\displaystyle T=\mathrm {T} (X),\;} является достаточной и полной (то есть, из того, что {\displaystyle E_{\theta }[g(T(X))]=0,\,\forall \theta \in \Theta } следует, что {\displaystyle P_{\theta }(g(T(X))=0)=1\,\forall \theta \in \Theta }), то произвольная измеримая функция от неё является оптимальной оценкой своего математического ожидания.